# Riunificazione cinese del 1928

Bandiera a cinque colori del governo Beiyang

Bandiera del governo nazionalista

La riunificazione cinese, nota nella storiografia cinese come Sostituzione della bandiera del nord-est (東北易幟T, 东北易帜S, Dōngběi YìzhìP), fu presentata da Zhang Xueliang, il 29 dicembre 1928, come sostituzione di quella del governo Beiyang in Manciuria con quella del governo nazionale, unendo così, nominalmente, la Cina in un solo Stato.

## Origine

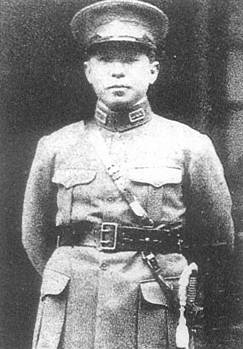
Zhang Xueliang nel 1928.

Nell'aprile 1928 Chiang Kai-shek fu reintegrato come comandante dell'Esercito Rivoluzionario Nazionale, posizione dalla quale si era precedentemente dimesso per non assumersi la responsabilità di dividere il Kuomintang durante la prima Spedizione del Nord. Proseguì con la seconda spedizione del Nord e si avvicinò a Pechino verso la fine di maggio. Il governo Beiyang fu costretto a sciogliersi; Zhang Zuolin abbandonò Pechino per tornare in Manciuria e fu assassinato nell'Incidente di Huanggutun dall'Armata del Kwantung giapponese. La Manciuria rimase alla cricca del Fengtian mantenendo però la bandiera del governo Beiyang. L'obiettivo finale della Spedizione del Nord non era stato pienamente raggiunto.
Subito dopo la morte di Zhang Zuolin, Zhang Xueliang tornò a Shenyang per succedere a suo padre. Il 1º luglio annunciò un armistizio con l'Esercito Rivoluzionario Nazionale e dichiarò che non avrebbe interferito con la riunificazione.  I giapponesi erano insoddisfatti della mossa e chiesero a Zhang di portare a termine l'indipendenza della Manciuria. Egli rifiutò la richiesta giapponese e procedette con l'unificazione. Il 3 luglio Chiang Kai-shek arrivò a Pechino e incontrò il rappresentante della cricca del Fengtian per discutere un accordo pacifico. Questa trattativa rifletteva la lotta tra Stati Uniti e Giappone per la mantenere la loro influenza in Cina, visto che gli Stati Uniti sostenevano Chiang Kai-shek e l'unificazione con la Manciuria. Sotto la pressione degli Stati Uniti e del Regno Unito, il Giappone venne diplomaticamente isolato. Il 29 dicembre Zhang Xueliang annunciò la sostituzione di tutte le bandiere in Manciuria e accettò la giurisdizione del governo nazionalista. Due giorni dopo il governo nazionalista nominò Zhang come comandante dell'esercito nord-orientale. A quel punto la Cina era stata simbolicamente riunificata.